# Ivanca Olivotto
Ivanca Olivotto (n. 2 august 1914, Giurgiu, Vlașca, România – d. 19 martie 1996) a fost o matematiciană română, autoare de manuale școlare.
A fost căsătorită cu italianul Ferruccio Olivotto, profesor de italiană și economie.

## Educație
S-a născut în Giurgiu, în familia unui funcționar al C.F.R. La 12 ani a rămas orfană, împreună cu două surori și un frate.
A urmat cursurile Școlii Primare nr. 1 din Giurgiu și apoi Liceul de Fete „Regina Maria” din Giurgiu în perioada 1925-1932. A absolvit liceul cu calificativul „Excepțional cu onoare”.
Între anii 1933-1938 a studiat la Facultatea de Științe a Universității din București, unde i-a avut ca profesori pe Dan Barbilian și Anton Davidoglu. Paralel cu matematica, a studiat ca a doua specialitate fizica.
A urmat timp de doi ani cursurile Școlii de Statistică condusă de Gheorghe Mihoc.

## Activitate
A lucrat în sectoarele de calcul ale Societății de Asigurări Generale și ale Societății de expolatare a petrolului „Astra Română”.
După cel de-al doilea război mondial, a predat la mai multe școli Generale și licee din Câmpulung Muscel, Târgoviște și București,
apoi a fost profesoară la Liceul „Sf. Sava” din București din 1950.
În 1951 a fost angajată redactor de carte la Editura de Stat Didactică și Pedagogică, devenind șef de redacție, apoi redactor principal pentru științe exacte și redactor șef-adjunct.
Între 1951-1955 a activat la catedra de algebră a profesorului Eugen Rusu, ca asistent în cadrul Institutului Pedagogic București.
Din 1959 a predat din nou la Liceul „Sf. Sava”, iar din 1967 la Liceul „Jules Michelet” până în 1971, când s-a pensionat.
A fost aleasă în Biroul de conducere al Societății de Științe Matematice în 1960. În această calitate a publicat numeroase probleme și articole la Gazeta matematică.

## Lucrări publicate
În 1958 a publicat Culegere de probleme de aritmetică pentru clasele V-VIII. Aceasta a fost cea mai cunoscută și editată culegere de probleme pentru școală generală din România, în șase ediții, ultima fiind cea editată în 1993.
A colaborat la realizarea unor manuale de matematică:
- Matematica pentru candidații la examenele de admitre în licee, 1970
- Algebra de clasa a VIII-a, 1976
- elaborarea părții matematice a Dicționarului enciclopedic, 1976
- Culegere de exerciții și probleme de algebră pentru gimnaziu, 1992

## Distincții
A fost decorată cu Ordinul Muncii clasa a III-a, pentru activitatea didactică deosebită.